# Skylab 3
Skylab 3 (également nommée SL-3 ou SLM-2) est la deuxième mission habitée à destination de Skylab, la première station spatiale américaine. La mission Skylab 3 a commencé le 28 juillet 1973, avec le lancement des trois astronautes par une fusée Saturn IB, et a duré 59 jours, 11 heures et 9 minutes. Un total de 1 084,7 heures ont été compilées par les astronautes de Skylab 3, effectuant des expériences scientifiques dans les domaines d'activités médicales, d'observations solaires, des ressources de la Terre et d'autres expériences.
Les missions Skylab ont été officiellement nommées Skylab 2, 3 et 4. Un manque de communication au sujet de la numérotation a entraîné dans les emblèmes des missions Skylab la numérotation Skylab I, Skylab II, et Skylab 3, respectivement,.

## Équipage
| Fonction            | Astronaute                             |                                        |
| ------------------- | -------------------------------------- | -------------------------------------- |
| Commandant          | Alan L. Bean, NASA 2e vol spatial      | Alan L. Bean, NASA 2e vol spatial      |
| Pilote              | Jack R. Lousma, NASA 1er vol spatial   | Jack R. Lousma, NASA 1er vol spatial   |
| Pilote scientifique | Owen K. Garriott, NASA 1er vol spatial | Owen K. Garriott, NASA 1er vol spatial |

### Équipage de réserve
| Fonction            | Astronaute              |                         |
| ------------------- | ----------------------- | ----------------------- |
| Commandant          | Vance D. Brand, NASA    | Vance D. Brand, NASA    |
| Pilote              | Don L. Lind, NASA       | Don L. Lind, NASA       |
| Pilote scientifique | William B. Lenoir, NASA | William B. Lenoir, NASA |

### Équipage de soutien
- Robert L. Crippen
- Richard H. Truly
- Henry W. Hartsfield, Jr
- William E. Thornton

## Paramètres de la mission
- Masse : 20 121 kg
- Altitude maximale : 440 km
- Distance : 39,4 million de km
- Lanceur : Saturn IB

- Périgée : 423 km
- Apogée : 441 km
- Inclinaison : 50°
- Période : 93,2 min

- Amarrage : 28 juillet 1973 – 19:37:00 UTC
- Désamarrage : 25 septembre 1973 – 11:16:42 UTC
- Temps amarré : 58 jours, 15 heures, 39 minutes, 42 secondes

### Sorties extravéhiculaires
- Garriott et Lousma – EVA 1
  - EVA 1 Début : 6 août 1973, 17:30 UTC
  - EVA 1 Fin : 7 août 00:01 UTC
  - Durée : 6 heures, 31 minutes

- Garriott et Lousma – EVA 2
  - EVA 2 Début : 24 août 1973, 16:24 UTC
  - EVA 2 Fin : 24 août 20:55 UTC
  - Durée: 4 heures, 31 minutes

- Bean et Garriott – EVA 3
  - EVA 3 Début : 22 septembre 1973, 11:18 UTC
  - EVA 3 Fin : 22 septembre 13:59 UTC
  - Durée : 2 heures, 41 minutes

## Déroulement de la mission

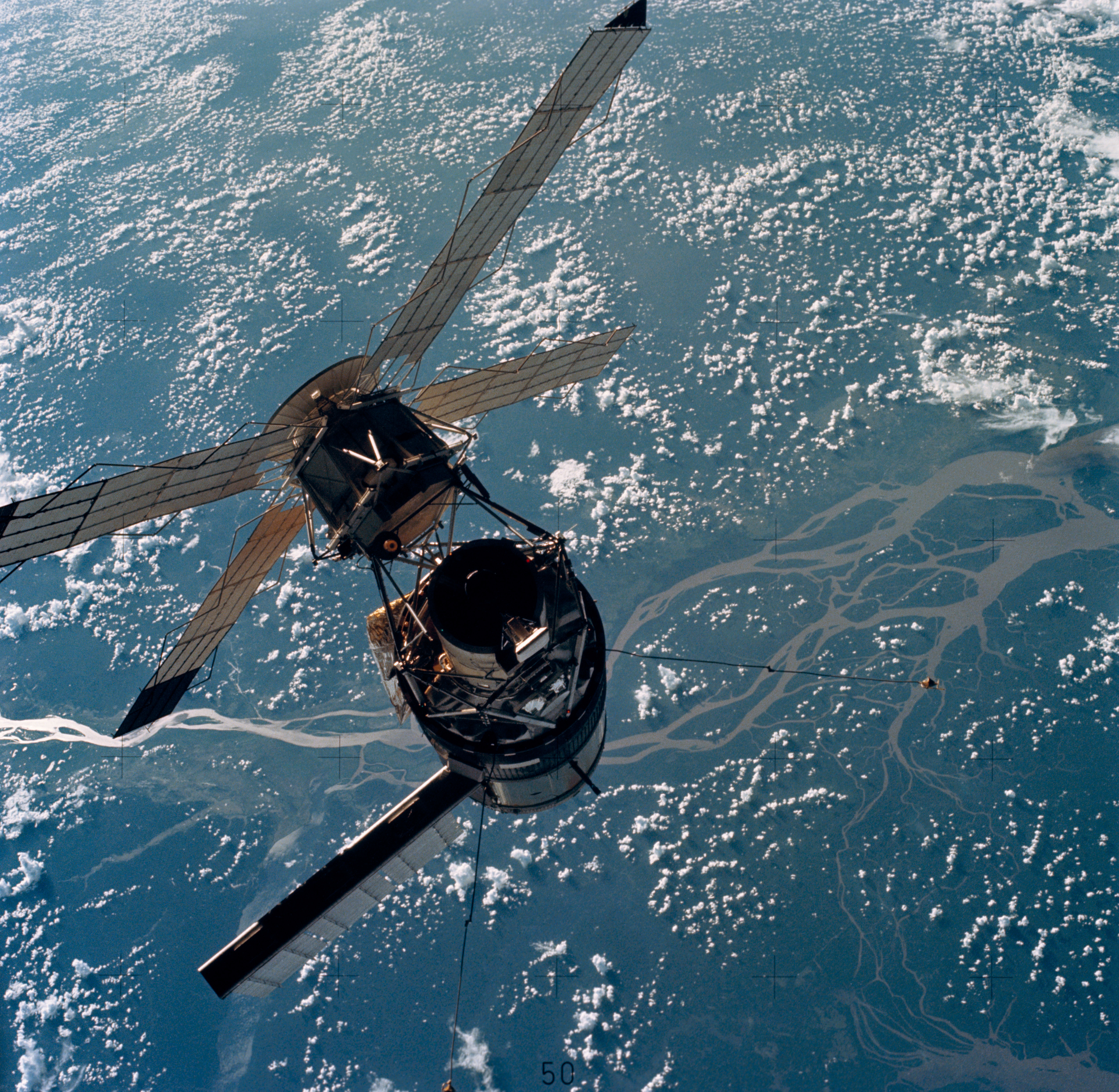
Skylab vue lors de l'arrivée de Skylab 3

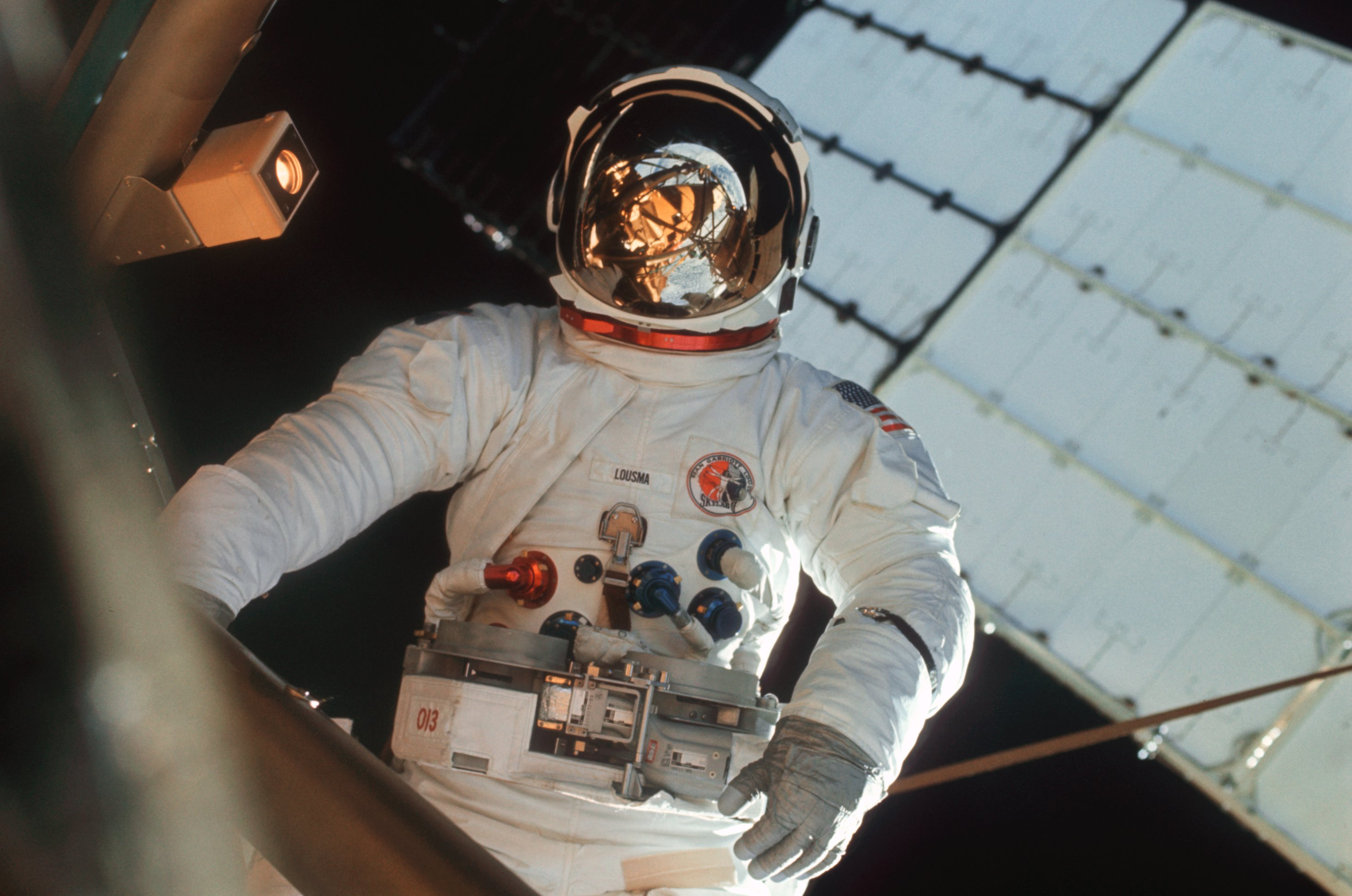
L'astronaute Jack Lousma lors d'une EVA

Au cours de la phase d'approche le 28 juillet, des problèmes sont apparus dans le Reaction Control System, système de contrôle d'attitude du vaisseau Apollo (CSM), et une fuite s'est déclenchée dans un des quatre groupes de petits moteurs d'orientation. L'équipage a réussi à s'amarrer à Skylab en toute sécurité, mais le problème n'était pas résolu. Le 2 aout, une fuite de valve est détectée sur un second groupe de moteurs. Une mission de sauvetage, Skylab Rescue, a été envisagée : pour la première fois, un vaisseau spatial Apollo serait lancé depuis le Complexe de lancement 39 pour une mission de sauvetage, rendue possible par la capacité de la station d'accueillir deux Apollo CSM amarrés en même temps. Comme deux groupes de moteurs d'orientation restent en état ce qui suffit pour un retour du vaisseau Apollo, la NASA décide le maintien de la mission habitée. Les astronautes ont finalement résolu le problème, et Skylab Rescue n'a jamais été lancé.
À son entrée dans la station, l'équipage a été pris de nausées, surtout Lousma. la Sortie extravéhiculaire planifiée pour le 31 juillet a du être reportée pour accorder du repos aux astronautes. Au 31 juillet, Bean et Gariott n'avaient plus de malaises, tandis que Lousma devait encore prendre des médicaments. 
L'équipage, lors de la première EVA, a installé le pare-soleil bi-polaire, l'une des deux solutions pour compenser la destruction du bouclier anti-micrométéorites et de protection thermique, détruit pendant le lancement de Skylab, pour la maintenir à température suffisamment basse. Il a été installé sur le parasol, qui a été déployé à travers un sas hublot pendant la précédente expédition, Skylab 2. Les deux solutions ont été apportées à la station par Skylab 2.
Skylab 3 a poursuivi un programme de recherche médical complet qui étendait les connaissances sur l'adaptation et la réadaptation physiologique humaine au vol spatial, collectées sur la précédente mission. En outre, Skylab 3 a étendu la durée de séjour dans l'espace des astronautes d'environ un mois à deux mois. Par conséquent, les effets de la durée du vol sur l'adaptation physiologique et la réadaptation pourraient être examinés. 
Un ensemble d'examens médicaux de base ont été effectués sur toutes les missions Skylab habités. Ces enquêtes de base étaient les mêmes qui ont été effectuées sur Skylab 2, sauf que les tests en vol de Skylab 3 ont été complétés par des tests supplémentaires sur la base de ce que les chercheurs ont appris à partir des résultats scientifiques de Skylab 2. Par exemple, seules des mesures de volume de la jambe par stéréophotogrammétrie, avant et après le vol, et pendant le vol, des mesures de la circonférence maximale du mollet, ont été initialement prévues pour les trois missions Skylab. 
Les observations photographiques ont permis de collecter soixante-dix-sept mille clichés du Soleil, dont des observations de quatre éruptions solaires, et des étoiles, ainsi que seize mille photographies de la Terre et 29 kilomètres d'enregistrements sur bandes magnétiques.
Durant le vol, les astronautes, après avoir été incommodés par l'absence de pesanteur dans un habitacle vaste, ont fini par s'adapter et ont réalisé les tâches imparties mieux et plus rapidement que prévu, ce qui leur a laissé du temps pour des observations non programmées. En vol, les photographies de Skylab 2 ont révélé le « syndrome de visage bouffi », ce qui a incité l'ajout de nouvelles mesures de périmètre, pendant le vol, du torse et des membres pour recueillir davantage de données sur l'évolution apparente du fluide interne sur Skylab 3. D'autres tests supplémentaires incluaient des mesures artérielles du débit sanguin par un brassard occlusif placé autour de la jambe, des photographies faciales prises avant et pendant le vol pour étudier le « syndrome de visage bouffi », la compliance veineuse, l'hémoglobine, la gravité spécifique de l'urine, et des mesures de masse d'urine. Ces tests en vol ont donné des informations supplémentaires sur la distribution et l'équilibre des fluides pour obtenir une meilleure compréhension des phénomènes de déplacement de fluides. Pour freiner les pertes de poids constatées lors du vol Skylab précédent, les astronautes ont absorbé en moyenne deux mille cinq cents calories par jour et pratiqué des exercices physiques réguliers avec la bicyclette ergonomique embarquée.
Les expériences biologiques Skylab 3 ont étudié les effets de la microgravité sur six souriceaux, deux araignées, des mouches des fruits, des œufs de vairons, des cellules individuelles et en milieux de culture cellulaire. Des cellules pulmonaires humaines ont été transportées pour examiner les caractéristiques biochimiques de cultures de cellules dans l'environnement de microgravité. Les deux expériences sur les animaux, nommées Chronobiology of Pocket Mice and Circadian Rhythm in Vinegar Gnats (Chronobiologie de souris à bajoues et rythme circadien chez des mouches du vinaigre), ont échoué en raison d'une panne de courant 30 heures après le lancement, qui a tué les animaux.
Les élèves du secondaire de tous les États-Unis ont participé à des missions Skylab comme les principaux chercheurs des expériences qui ont étudié l'astronomie, la physique et la biologie fondamentale. Les expériences des étudiants réalisées sur Skylab 3 comprenaient l'étude de libration des nuages, les rayons X de Jupiter, l'immunologie in vitro, la formation de toiles d'araignée, la cyclose, la mesure de la masse et l'analyse des neutrons.
La santé de l'équipage a été évaluée sur Skylab en recueillant des données sur la santé dentaire, la microbiologie de l'environnement et de l'équipage, les radiations et les aspects toxicologiques de la station spatiale. D'autres évaluations ont été faites de l'équipement de manœuvre astronaute, de l'habitabilité des quartiers de l'équipage, et des activités de l'équipage ou des expériences de maintenance ont été examinées sur les expéditions Skylab 2 à 4 pour mieux comprendre les aspects de la vie et du travail dans l'espace.

## Retour
La rentrée dans l'atmosphère le 25 septembre 1973 s'est déroulée normalement, malgré une panne du système de stabilisation de la capsule Apollo. Pour ménager les astronautes, ils ne sont sortis de leur capsule qu'après qu'elle ait été hissée à bord du porte-avions New Orleans et ont pu s'assoir rapidement après quelques pas hésitants. Après examen dans le laboratoire médical spécialement installé à bord du New-Orleans, les astronautes ont été trouvés en meilleure condition physique que l'équipage du vol Skylab précédent. Sur ce constat positif, la NASA décide d'allonger la durée de la mission suivante Skylab 4 en la portant à 70 jours puis 84 jours.

## Insigne de la mission
L'insigne circulaire de l'équipage est l'homme de Vitruve de Léonard de Vinci, retouché pour enlever les organes génitaux. L'arrière-plan est un disque comprenant deux parties, l'une représente une moitié du Soleil (avec des taches solaires) et l'autre, une moitié de la Terre, représentant les expériences faites pendant la mission. L'insigne a un fond blanc, sur lequel sont inscrits les noms des astronautes et « Skylab II » avec une bordure rouge, blanche et bleu entourant le tout. Les épouses des astronautes ont eu secrètement un autre graphique montrant une « femme universelle » avec leur prénom à la place de ceux de l'équipage. Des autocollants avec cette représentation ont été placés dans les casiers à bord du module de commande pour surprendre l'équipage.

## Galerie

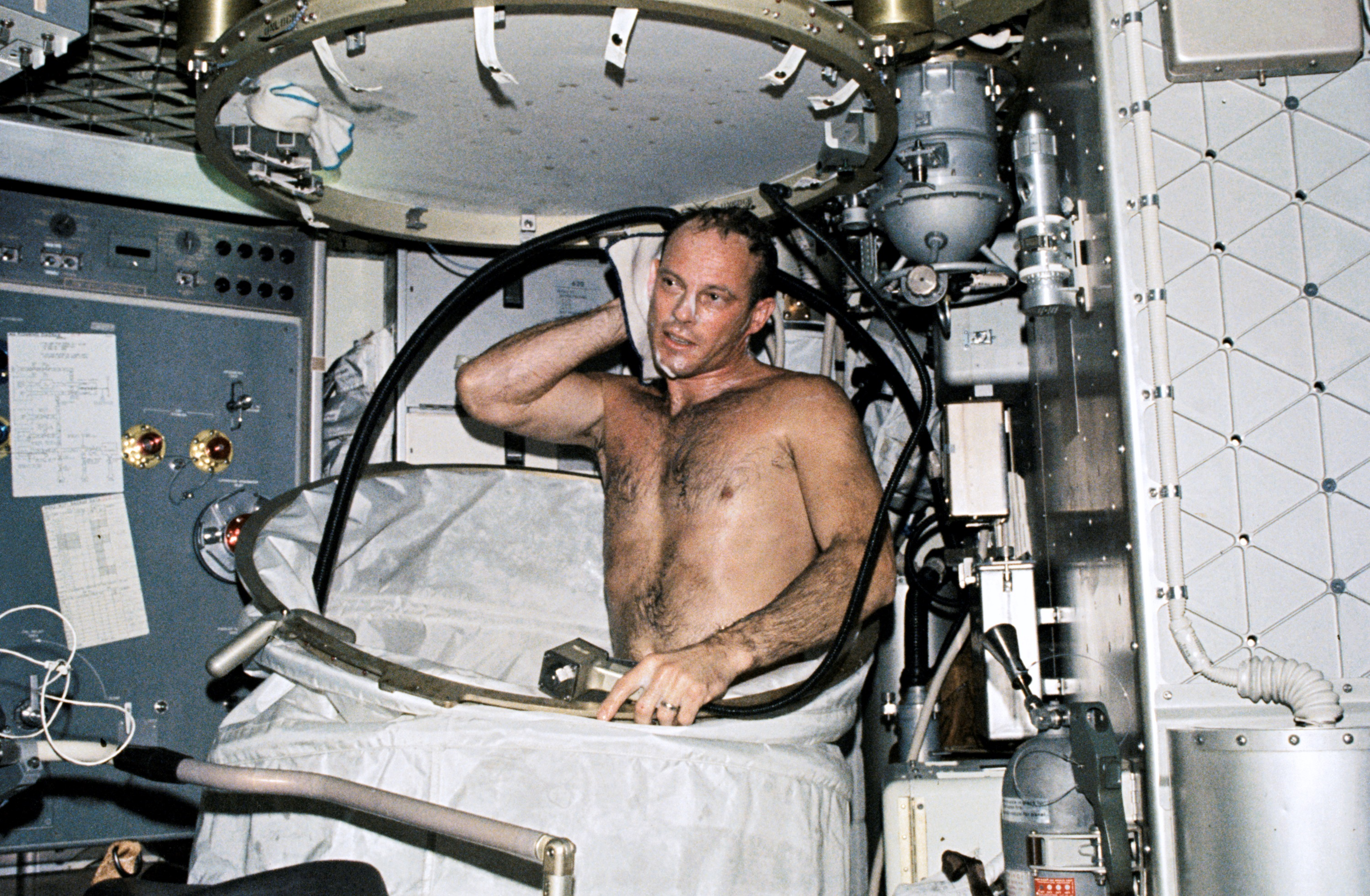
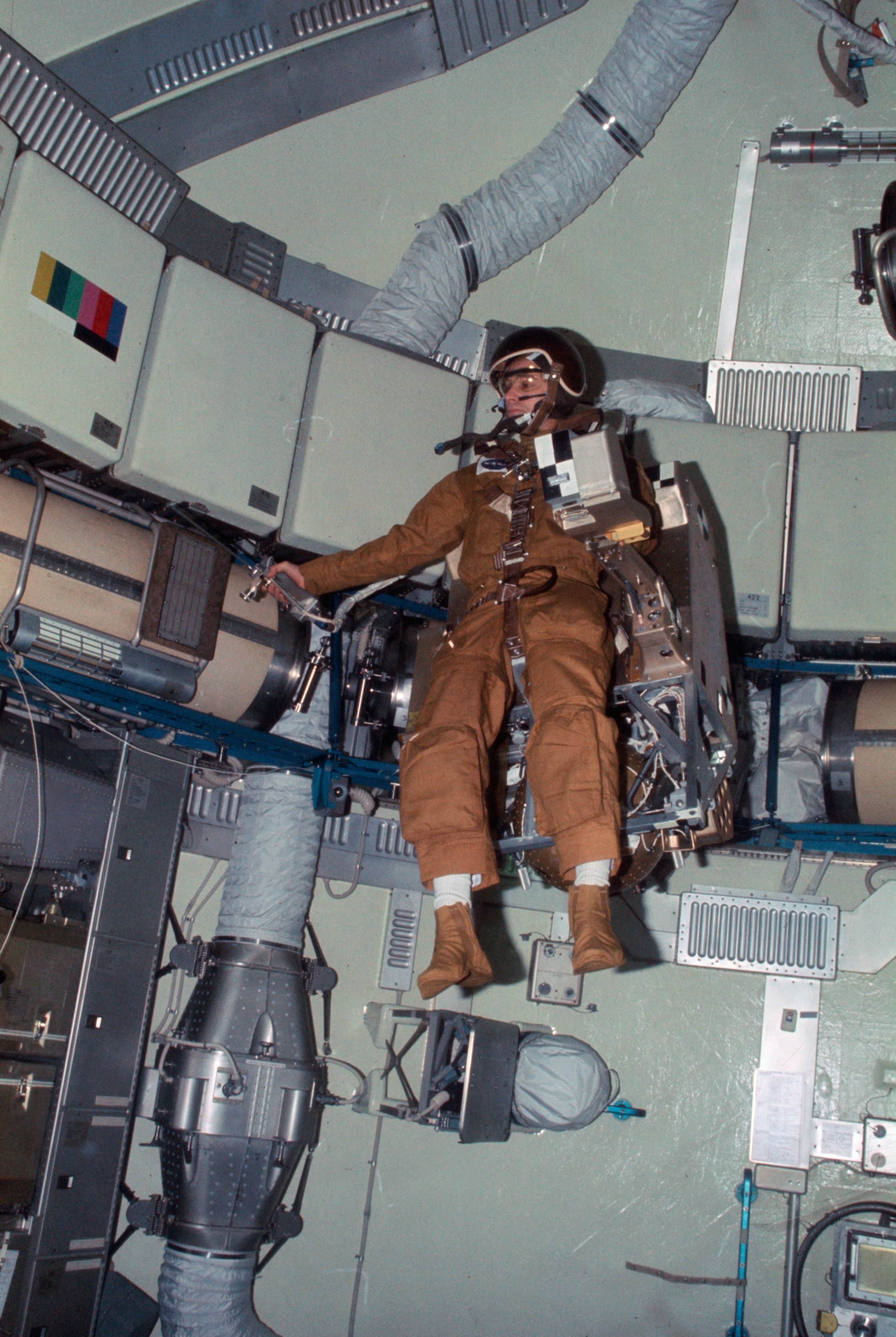
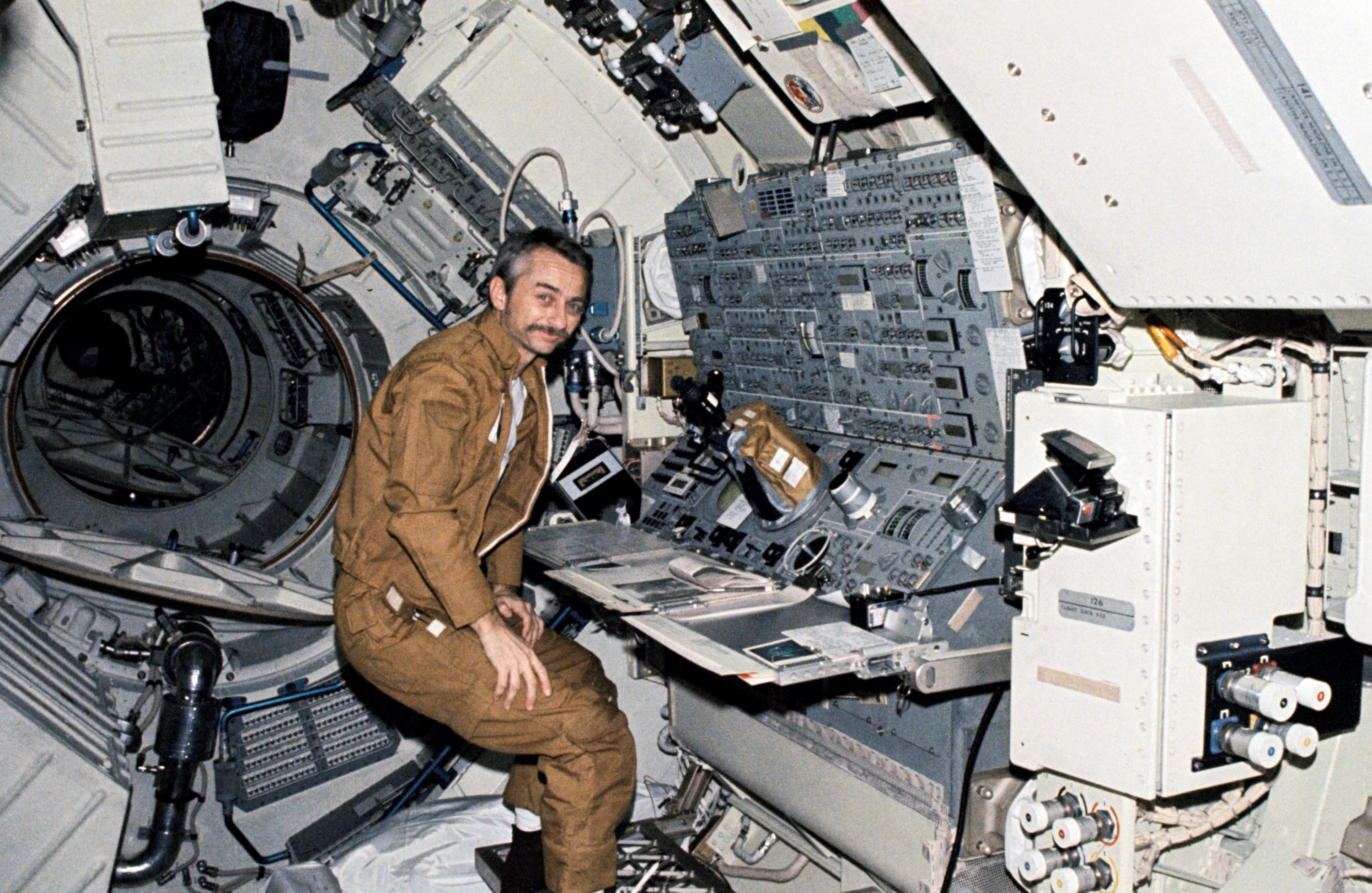
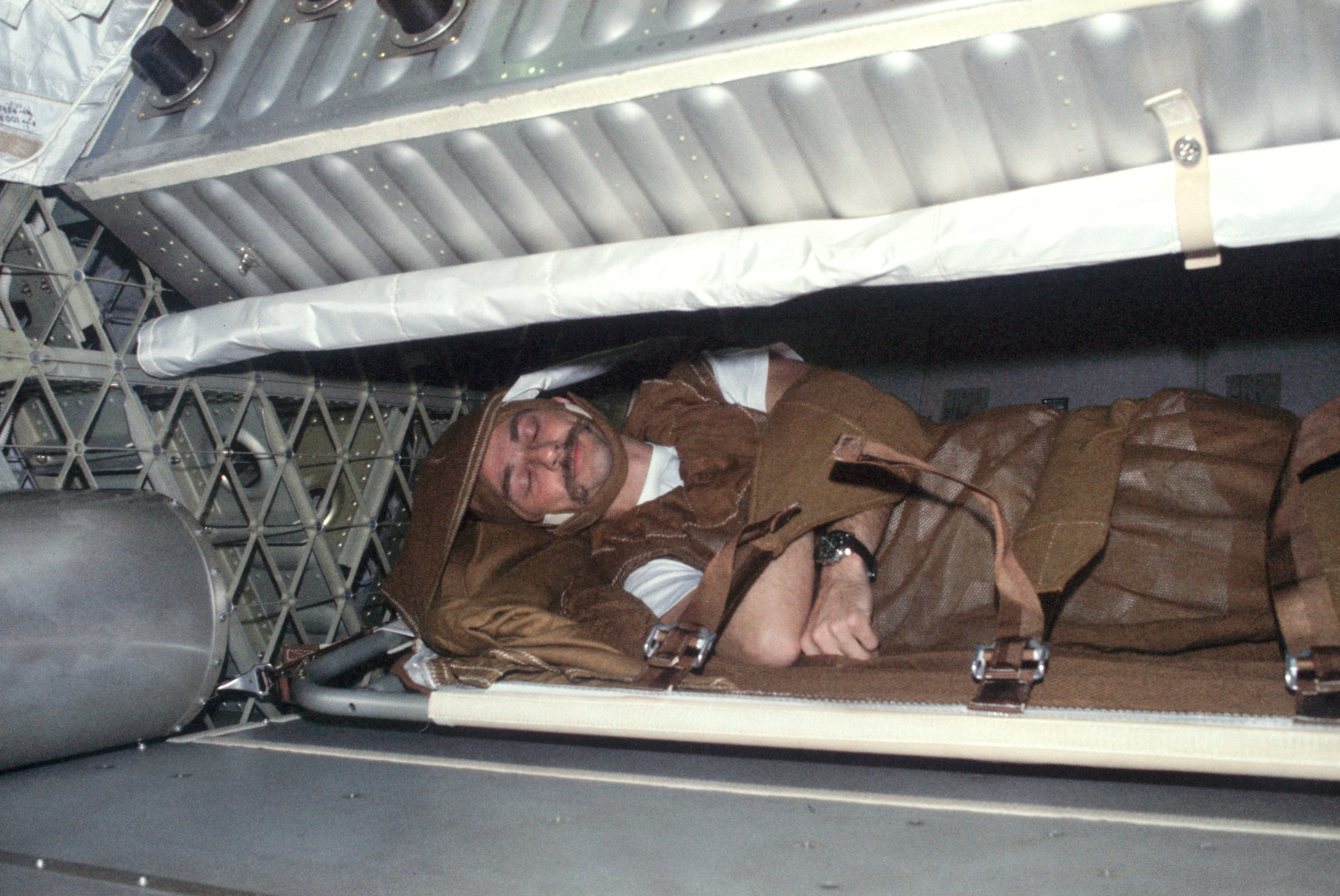
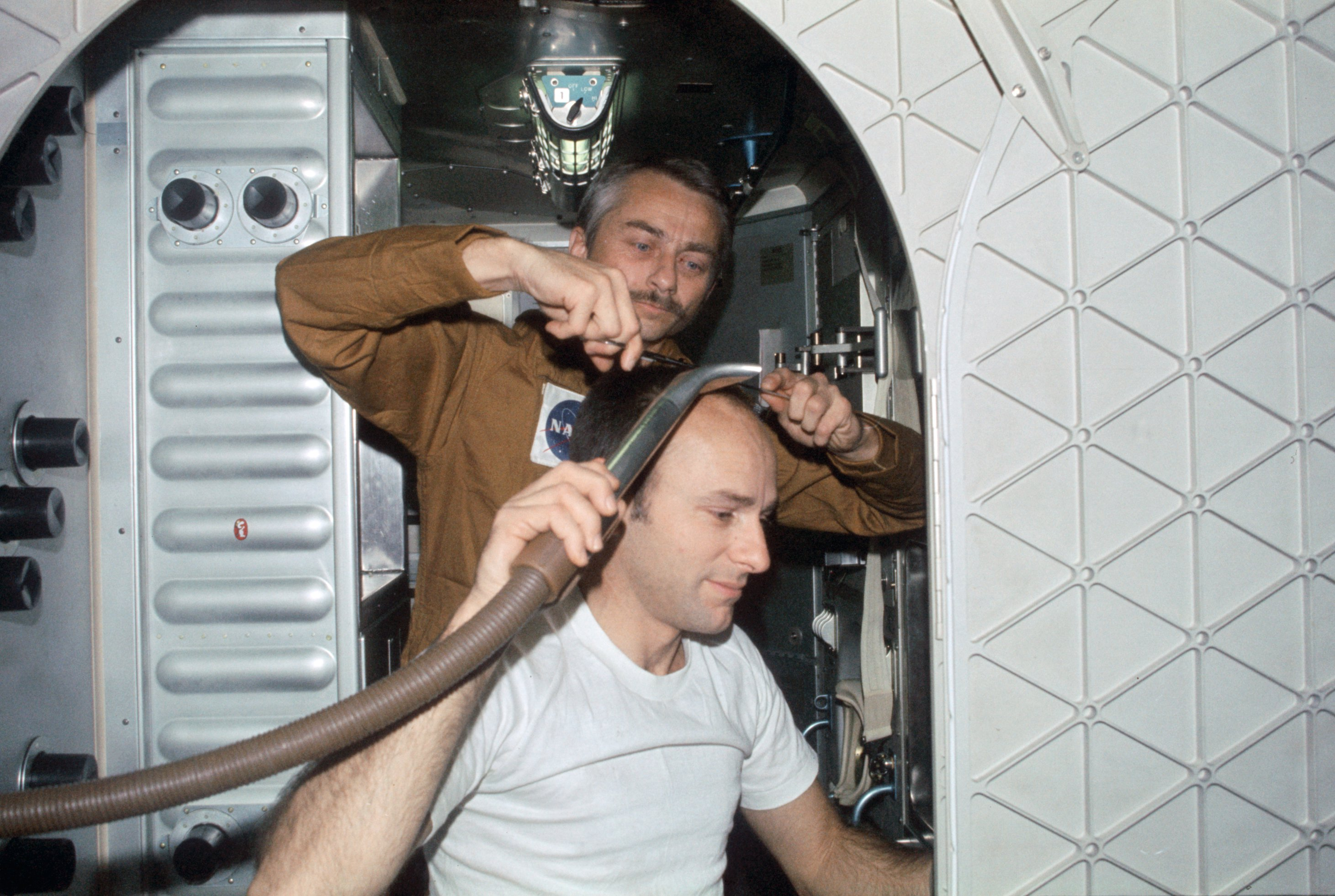
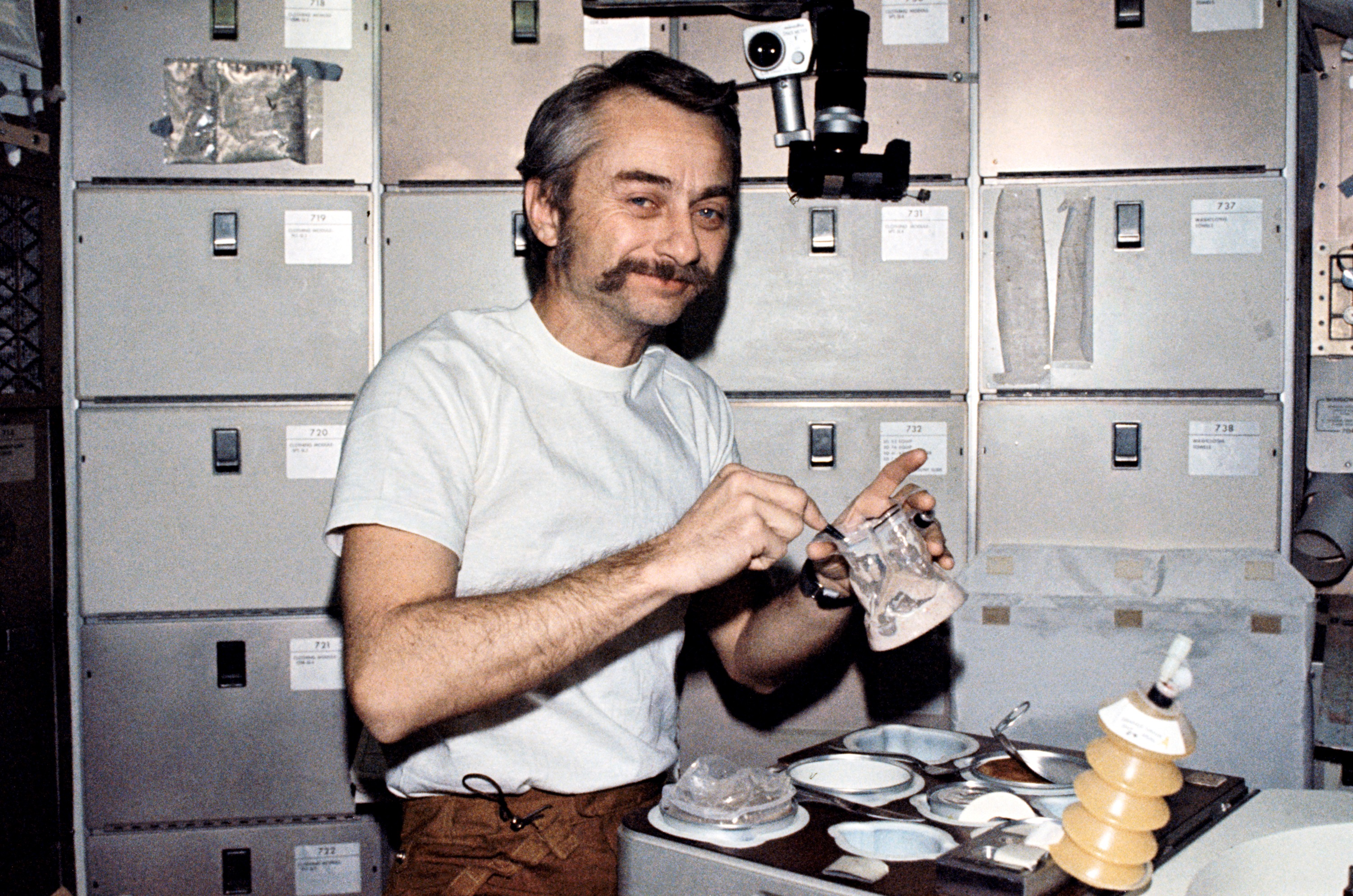

Le module de commande Apollo de l'expédition Skylab 3 est actuellement exposé au musée du NASA Glenn Research Center, le Great Lakes Science Center (en) à Cleveland, dans l'Ohio.

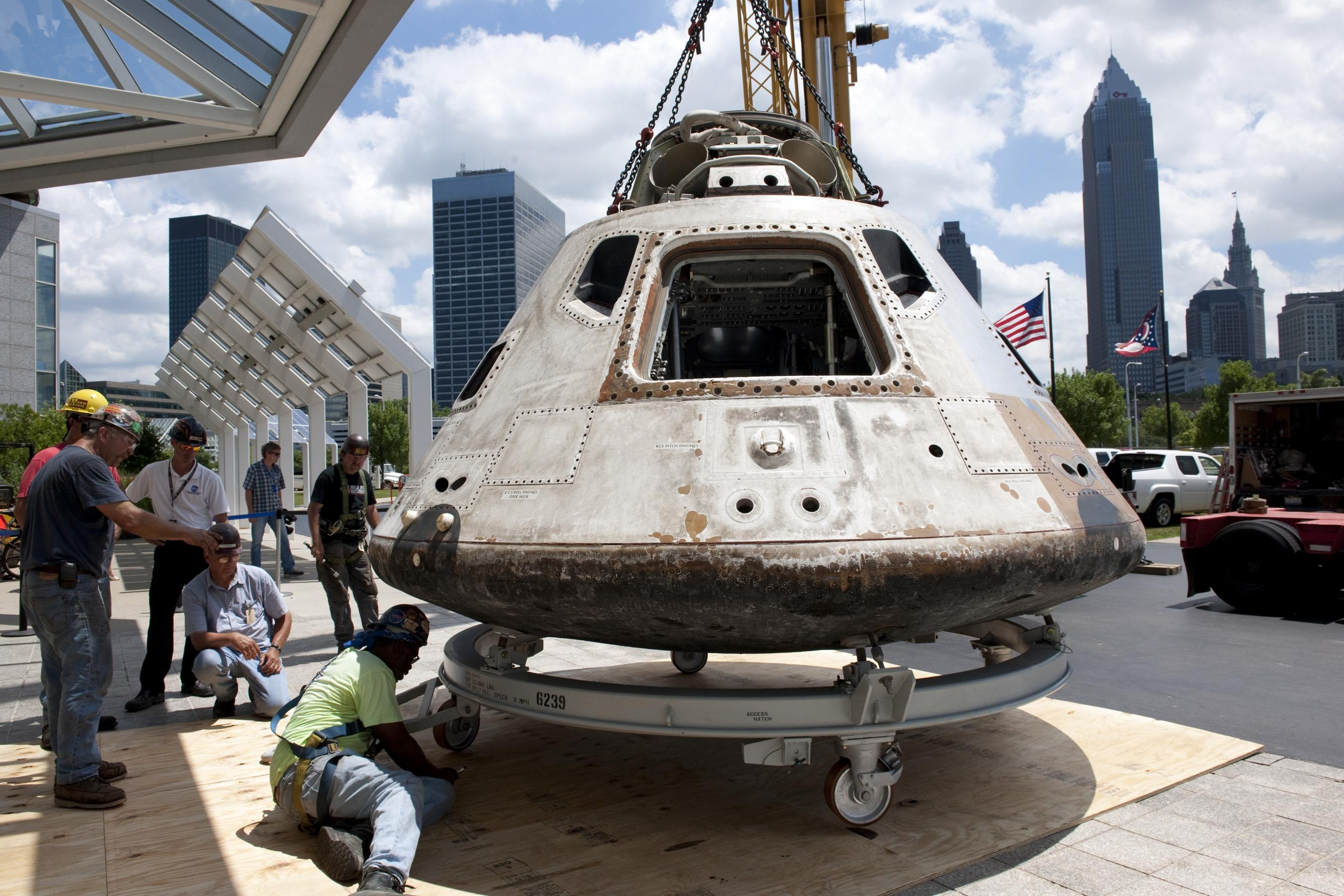
Le module de commande Apollo déménagé au Great Lakes Science Center.
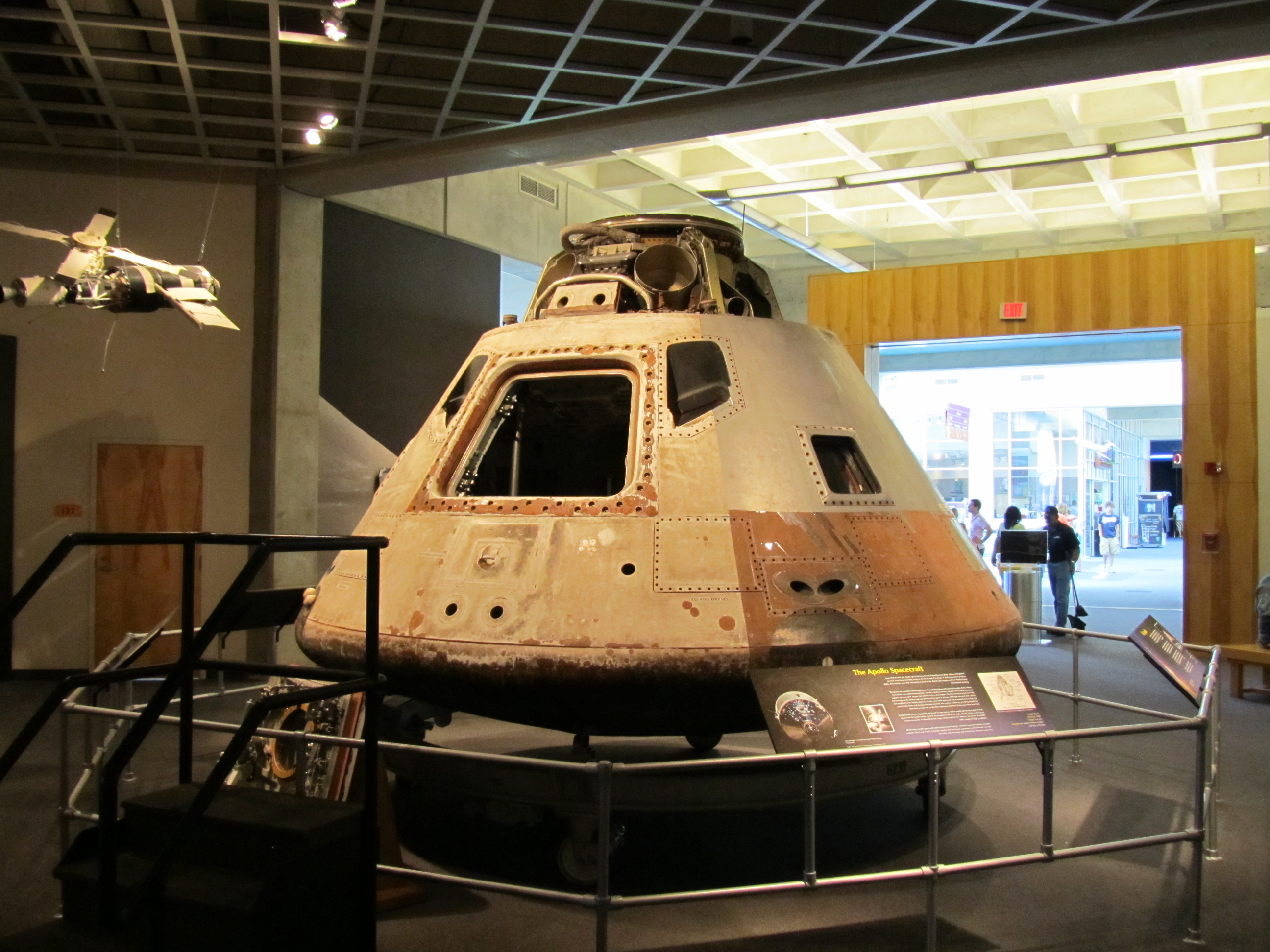
Le module de commande Apollo exposé au Great Lakes Science Center.